# Xyletobius collingei
Xyletobius collingei là một loài bọ cánh cứng thuộc chi Xyletobius trong họ Ptinidae.